# 観光地域づくり法人
観光地域づくり法人（かんこうちいきづくりほうじん、英語: Destination Marketing/Management Organization、略称：DMO）は、魅力的な観光地として、特定の場所を宣伝する組織。観光局（英語: tourist board, tourism authority）ないし観光コンベンションビューロー（英語: Convention and Visitors Bureaux）ともいう。第一に、レジャー目的の旅行者に情報を提供するために存在する。加えて、適したインフラストラクチャーがあれば、イベント主催者にMICEの開催地として選択するように促進する。
DMOは一般に地方政府のインフラストラクチャーと関係を持ち、往々にして宿泊税などの目的税、会費、政府の補助金などを原資とする財政面の援助を得る。しかしながら、公共部門の観光業への支出削減が、DMOの機能を提供するために民間部門の連携の動機づけになったケースが多い。
日本では2015年に観光庁が登録制度を開始した。